# General Algebraic Modeling System
General Algebraic Modeling System（GAMS）は、数理最適化のためのモデリングシステム。GAMSは、線形、非線形、および混合整数の最適化問題をモデル化し解決するために設計されている。このシステムは、さまざまなコンピュータープラットフォームで使用ができる。1つのプラットフォームから別のプラットフォームに移行可能。
GAMSには統合開発環境（IDE）が含まれており、サードパーティの最適化ソルバーのグループに接続されている。ソルバーには、BARON、COIN-ORソルバー、CONOPT、CPLEX、DICOPT、Gurobi、MOSEK、SNOPT、SULUM、およびXPRESSがある。
GAMSを使用すると、ユーザーはさまざまなソルバーを組み合わせた一種のハイブリッド アルゴリズムを実装できる。モデルは、簡潔で人間が読める代数式で記述される。 GAMSは、NEOSサーバで人気のある入力形式の1つである。当初は経済学と経営科学に関連するアプリケーション向けに設計さたが、工学と科学のさまざまなバックグラウンドを持つユーザーのコミュニティがある。